# Nagchu (plaats)
Nagchu, ook Nagchukha, Chinees: Nagqu is de hoofdplaats in het gelijknamige arrondissement Nagchu en de prefectuur Nagchu in de Tibetaanse Autonome Regio, China. Het ligt in Noord-Tibet op ongeveer 250 km ten noordoosten van Lhasa. In 1999 telde het 24.364 inwoners.
Tijdens het bezoek in 1950 van Thubten Jigme Norbu, de oudste broer van de veertiende dalai lama, was Nagchu een kleine plaats met slechts een paar kleine kleihutten. Het was eveneens het hoofdkwartier van de districtsofficier, de dzongpon. De plaats lag op de karavaanroute van de provincie Amdo naar U-Tsang. De plaats heeft tegenwoordig een station aan de Peking-Lhasa-spoorlijn.